# ブーヤー・トライブ
ブーヤー・トライブ（Boo-Yaa T.R.I.B.E.）は、アメリカ合衆国カリフォルニア州カーソン出身のサモア系アメリカ人のハードコアヒップホップグループである。メンバーは、現在6人でありそのすべてが兄弟である。

## 概要
ウエスト・コースト・ヒップホップのオリジナルアーティストのひとつとして知られ、ヒップホップにタトゥーやロングヘアーを持ち込んだ。メンバー全員がポップ、ロックのダンスを操る。

グループ名の由来はBOO YAAというショットガンの発射音を表す擬声語、T.R.I.B.Eは「Too Rough International Boo-Yaa Empire（相当危険なブーヤ帝国）の略と、家族のダブルミーニングである。メンバーにKONISHIKIの親類を擁しており、大変な親日家としても知られる。一時期は兄弟全員が日本で暮らしていた時期もあり、特に末っ子のGawttiは、かつて新錦六男の四股名で高砂部屋に力士として在籍していたこともあった。

## ディスコグラフィー
- New funky nation
- Doomsday
- Occupation Hazardous
- Angry Samoans
- Mafia Lifestyle
- West Koasta Nostra